# London Road Stadium

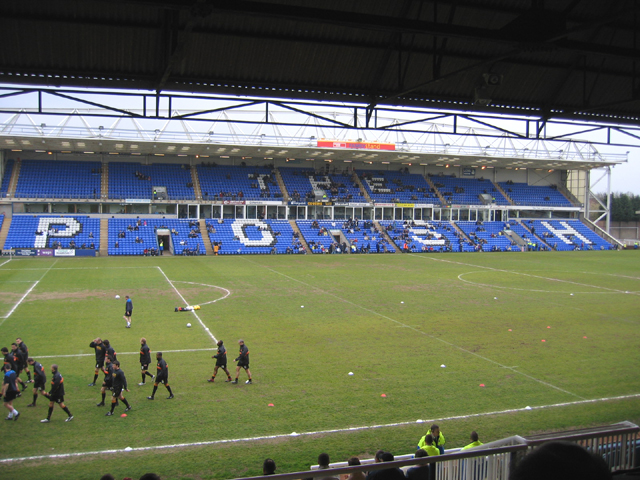
London Road Stadium

London Road é um multi-uso estádio em Peterborough, na Inglaterra. É atualmente utilizado principalmente para o futebol e ele pertence ao Peterborough United Football Club. O estádio possui 15.460 lugares e foi construído em 1913, embora o terreno original tendo pouca semelhança com o um visto de hoje.
O London Road Stadium existe desde 1913, mas inicialmente nada mais era do que um pequeno estádio municipal com um suporte de madeira e terraplenagem nos outros lados.
Peterborough mudou-se em 1934 e, nos anos seguintes, pequenas melhorias foram feitas no terreno.
O London Road Stadium foi comprado por Peterborough em 1950 e, nos anos seguintes, novos terraços cobertos foram construídos por trás de ambos os objetivos, seguidos pela abertura de um novo estande principal em 1957 e um novo terraço do lado oposto.
O London Road Stadium registrou seu maior número de participantes em 1965, quando 30.096 espectadores assistiram a uma partida da FA Cup entre Peterborough e Swansea.
O estádio mudou pouco até que o estande principal se transformou em um lugar para todos os lugares no início dos anos 90. Alguns anos depois, em 1995, o terraço do lado sul foi demolido e substituído por um novo estande para todos os lugares.
No final dos anos 2000, Peterborough fez planos para a construção de um novo estádio de todos os lugares, mas estes foram abandonados mais tarde. Mais recentemente, foram feitos planos para a reconstrução gradual do estádio em um estádio moderno, mas pouco progresso foi feito até o momento.